# Donovan (Illinois)
Donovan – wieś w Stanach Zjednoczonych, w stanie Illinois, w hrabstwie Iroquois.